# Firouzkouh
Ne doit pas être confondu avec Fîrouz-Kôh.
Firouzkouh (en persan : فیروزکوه / Firuzkuh) est une ville d'Iran dans la province de Téhéran, mais autrefois dans le Mazandaran, chef-lieu du district éponyme.

## Description
Dans le massif d'Elbourz, Firouzkouh jouit d'un climat plutôt frais et venteux. La ville est connue pour ses grottes et ses paysages. Elle est un lieu d'habitation très ancien.